# Jasper Ridley
Jasper Ridley (1920-2004) fue un escritor británico, conocido por sus libros y biografías de carácter histórico. Galardonado con el premio James Tait Black Memorial Prize por su biografía Lord Palmerston.

## Biografía
Se formó en el Magdalen College de Oxford y La Sorbona. Ejerció como Jurista, antes de comenzar su carrera literaria. Sirvió en el St Pancras Borogh Council desde 1945-49, aspiró a una banca en el Partido Laborista como candidato por Winchester en 1955.